# 嘉兴至枫南市域铁路
嘉兴至枫南市域铁路是沪苏嘉城际铁路的一部分，线路长35.129公里，其中地下段长9.475公里，过渡段长0.352公里，路基段长4.342公里，高架段长20.960公里。设站8座，其中地下站3座（嘉兴南、曹庄、嘉兴科技城），地面站1座（归谷），高架站4座（湘家荡、七星、嘉善、枫南）。

## 历史
2017年，从松江南站至嘉兴南站的城际铁路开始规划，命名为沪嘉城际铁路，于2019年底开工其配套道路工程。然而，随着长江三角洲区域一体化发展规划的确立，线路走向发生了变化：嘉善站以东不再前往松江南站，而是改道示范区枢纽水乡客厅站。2021年，从嘉善站以北的线路命名为嘉善至西塘市域铁路，其余路段改名为嘉兴至枫南市域铁路。
- 2017年10月11日 《嘉兴市城市总体规划（2003—2020年）（2017年修订）》获批，提到预留城际轨道“嘉兴-嘉善-枫泾-松江枢纽”线[3]
- 2018年8月31日 沪嘉城际轨道交通工程预可行性研究招标[4]
- 2018年11月23日 《浙江省都市圈城际铁路二期建设规划》中提到沪嘉城际铁路[5][6]
- 2019年6月 沪嘉城际可行性研究汇报正式出炉，总体设计范围自松江南至嘉兴[2]
- 2019年12月28日 沪嘉城际先行配套道路工程开工[7]
- 2021年6月7日《长江三角洲地区多层次轨道交通规划》中提到嘉兴至枫南市域铁路[8]
- 2022年1月11日 工程建设项目用地预审与选址意见书批前公示[9]
- 2022年4月12日 浙江省发展和改革委员会批复控制性节点工程初步设计[10]
- 2022年7月13日 嘉兴南站先行开工[11][12]
- 2022年7月16日 可行性研究报告获批[13]
- 2022年11月1日 嘉兴至枫南市域铁路环境影响评价第一次公示[14]
- 2022年11月16日 嘉兴至枫南市域铁路环境影响报告书征求意见稿公示[15]
- 2023年4月19日 沪昆铁路嘉善段高架改造工程环境影响评价第一次公示[16]
- 2023年5月10日 土建SG1标开工
- 2023年5月17日 沪昆铁路嘉善段高架改造工程环境影响报告书征求意见稿公示[17]
- 2023年5月19日 嘉兴至枫南市域铁路环境影响报告书全文公开[18]
- 2023年5月23日 嘉兴市生态环境局受理嘉兴至枫南市域铁路环评文件[1][19]
- 2023年6月7日 嘉兴市生态环境局批复嘉兴至枫南市域铁路环评文件[20]
- 2023年6月30日 上海方面公布南枫线选线规划公示，枫泾站至省界的路段缺失[21]
- 2023年8月9日 嘉兴市生态环境局受理沪昆铁路嘉善段高架改造环评文件[22]
- 2023年8月21日 嘉兴市生态环境局批复沪昆铁路嘉善段高架改造环评文件[23]
- 2024年9月28日 嘉兴南站封顶[24]
- 2025年4月29日 上海方面发布南枫线调整文件，包含枫泾至省界衔接段线路[25]

## 车站列表
| 站名       | 里程 （米）                | 站间距 （米）              | 大站车                     | 换乘路线                   | 所在地                     | 所在地                     | 车站形式                   |
| ---------- | -------------------------- | -------------------------- | -------------------------- | -------------------------- | -------------------------- | -------------------------- | -------------------------- |
| 嘉兴南     | 0                          | -                          | ●                          | 沪昆高铁、嘉兴有轨电车T1线 | 浙江省 嘉兴市              | 南湖区                     | 地下二层岛式               |
| 曹庄       | 3618                       | 3618                       | ｜                         |                            | 浙江省 嘉兴市              | 南湖区                     | 地下二层岛式               |
| 嘉兴科技城 | 6501                       | 2883                       | ●                          |                            | 浙江省 嘉兴市              | 南湖区                     | 地下二层岛式               |
| 湘家荡     | 10875                      | 4374                       | ｜                         |                            | 浙江省 嘉兴市              | 南湖区                     | 高架三层越行侧式           |
| 七星       | 15429                      | 4554                       | ｜                         |                            | 浙江省 嘉兴市              | 南湖区                     | 高架二层岛式               |
| 归谷       | 20729                      | 5300                       | ｜                         |                            | 浙江省 嘉兴市              | 嘉善县                     | 地面越行侧式               |
| 嘉善       | 24505                      | 3776                       | ●                          | 沪昆线、↓直通嘉善至西塘线  | 浙江省 嘉兴市              | 嘉善县                     | 高架二层双岛式             |
| 枫南       | 32005                      | 7500                       | ｜                         |                            | 浙江省 嘉兴市              | 嘉善县                     | 高架二层越行侧式           |
| 枫泾       |                            |                            | ●                          |                            | 上海市                     | 金山区                     | 高架二层岛式               |
| ↓直通运行  | █ 南枫线往临港开放区站方向 | █ 南枫线往临港开放区站方向 | █ 南枫线往临港开放区站方向 | █ 南枫线往临港开放区站方向 | █ 南枫线往临港开放区站方向 | █ 南枫线往临港开放区站方向 | █ 南枫线往临港开放区站方向 |

注：枫泾站不属于嘉兴至枫南市域铁路工程。